# Rhysodesmus obliquus
Rhysodesmus obliquus är en mångfotingart som beskrevs av Loomis 1966. Rhysodesmus obliquus ingår i släktet Rhysodesmus och familjen Xystodesmidae. Inga underarter finns listade i Catalogue of Life.